# Novi Uoyan
Novi Uoyan (en ruso: Но́вый Уоя́н) es una localidad de la república de Buriatia, Rusia, localizada a 550 km de Ulán Udé, la capital de la república. Su población era de 3900 habitantes en el año 2010.

## Historia
Se fundó en la década de 1970 al mismo tiempo que se iba construyendo el ferrocarril Baikal-Amur. Obtuvo el estatus de asentamiento urbanístico en 1976.